# Jaskinia w Bramie Kobylańskiej
Jaskinia w Bramie Kobylańskiej – jaskinia w skale Bramy Kobylańskiej we wsi Kobylany, w gminie Zabierzów, w powiecie krakowskim, w województwie małopolskim. Znajduje się w skale Ponad Gnój Turnia, położonej w wylocie Doliny Kobylańskiej, w jej orograficznie prawym zboczu, tuż nad potokiem Kobylanka. Pod względem geograficznym jest to obszar Wyżyny Olkuskiej wchodzący w skład Wyżyny Krakowsko-Częstochowskiej.
Jaskinia ma otwór o wysokości 3,5 m znajdujący się u podstawy wschodniej ściany skały zbudowanej z wapieni pochodzących z jury późnej. Za otworem jest stromo wznoszący się korytarzyk, który po 5 metrach zmienia kierunek, a po dalszych  czterech kończy się szczeliną zbyt ciasną dla człowieka.
W jaskini występują nacieki w postaci mleka wapiennego i grzybków naciekowych. Dno wypełnia rumosz skalny. Jaskinia jest sucha i w całości poddana wpływom klimatu zewnętrznego. Na ścianach otworu rozwijają się glony i porosty, a otoczenie otworu zarastają krzewy. Ze zwierząt obserwowano kosarze i pająka sieciarza jaskiniowego.
Jaskinia znana była od dawna. W piśmiennictwie po raz pierwszy wzmiankowali ją w 1983 r. K. Baran i T. Opozda w przewodniku wspinaczkowym. Dokumentację i plan jaskini sporządził J. Nowak w grudniu 2003 roku.

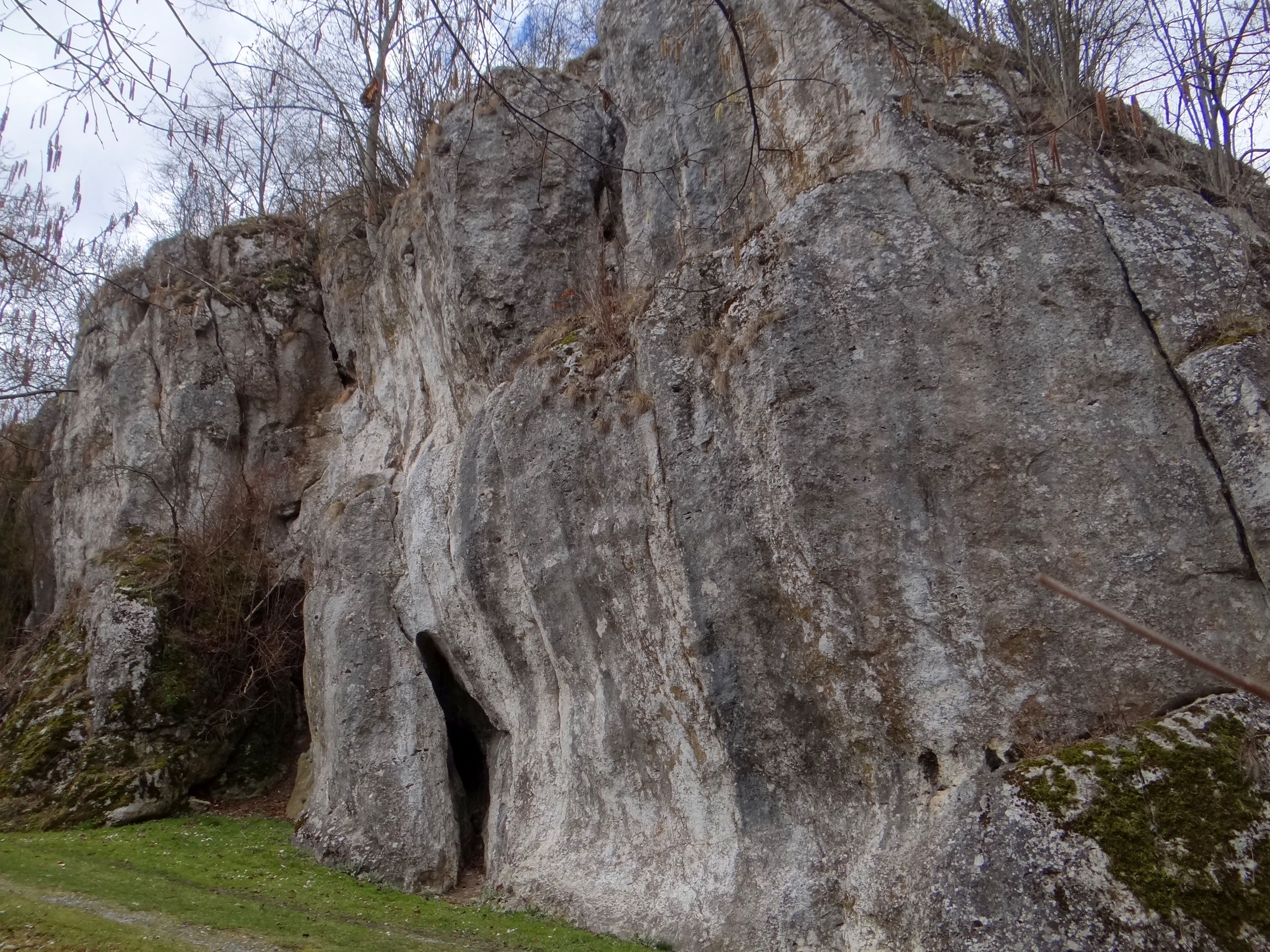
Ponad Gnój Turnia z otworem jaskini i szczeliny
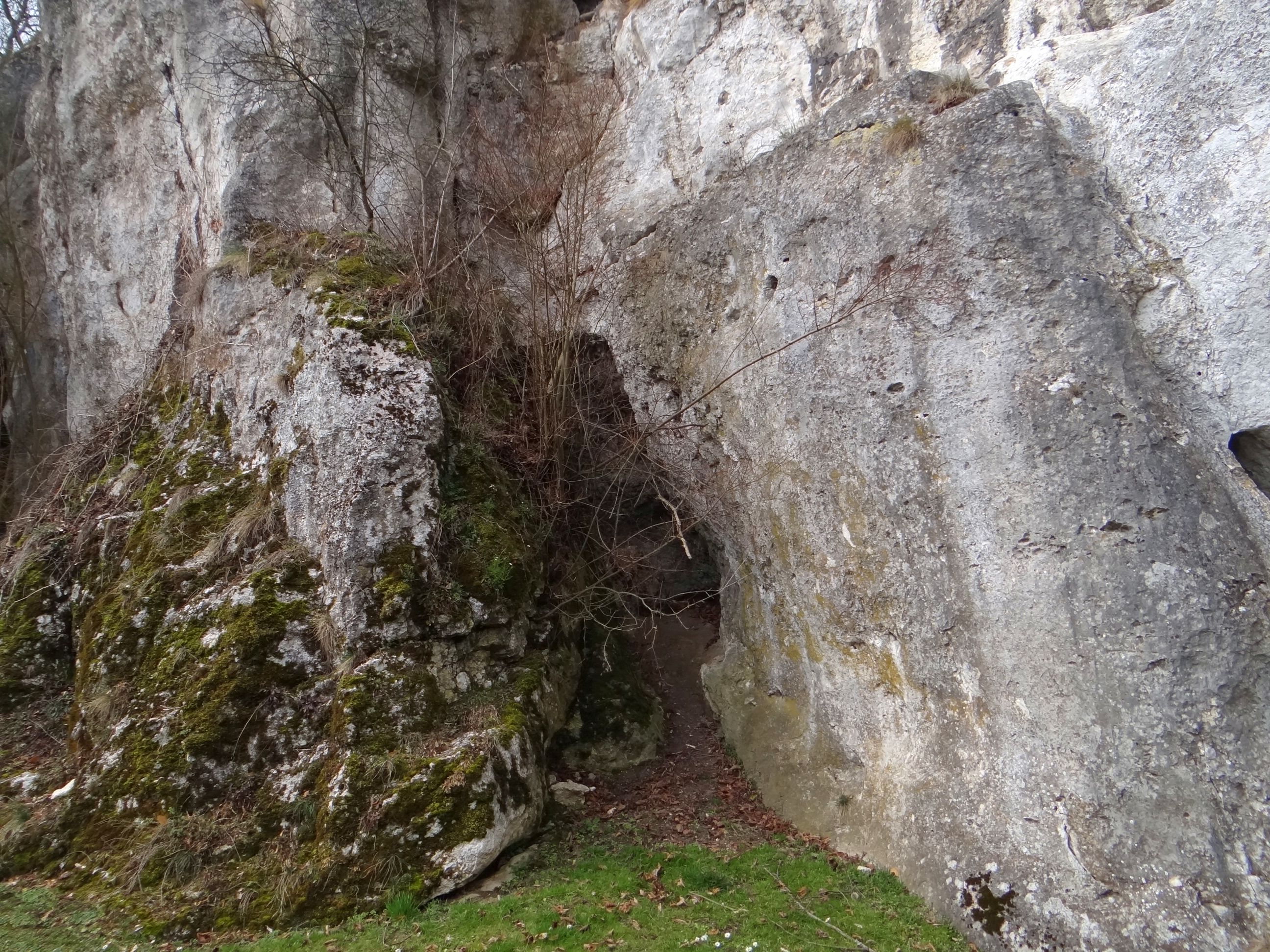
Otwór jaskini
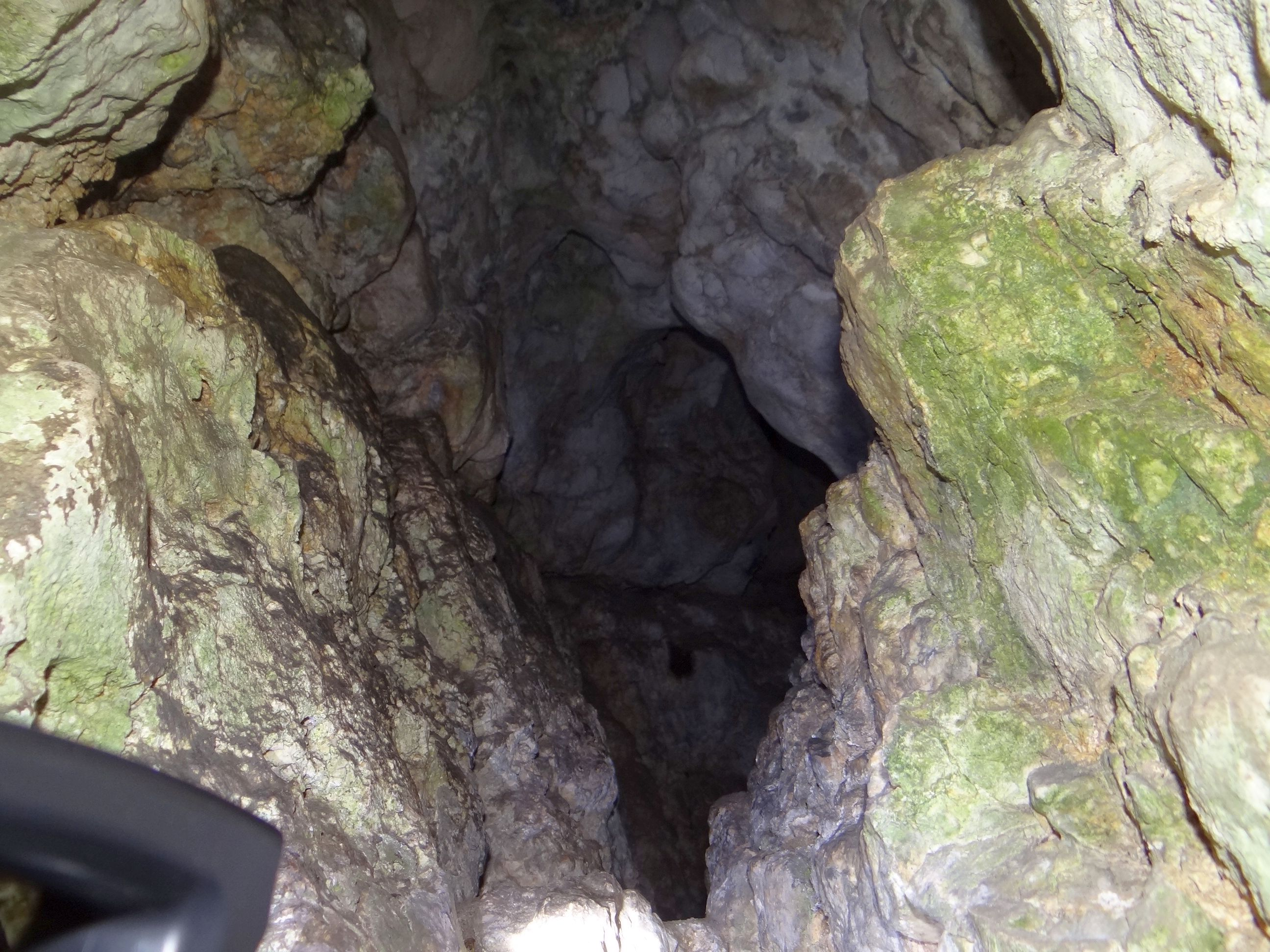
Korytarz
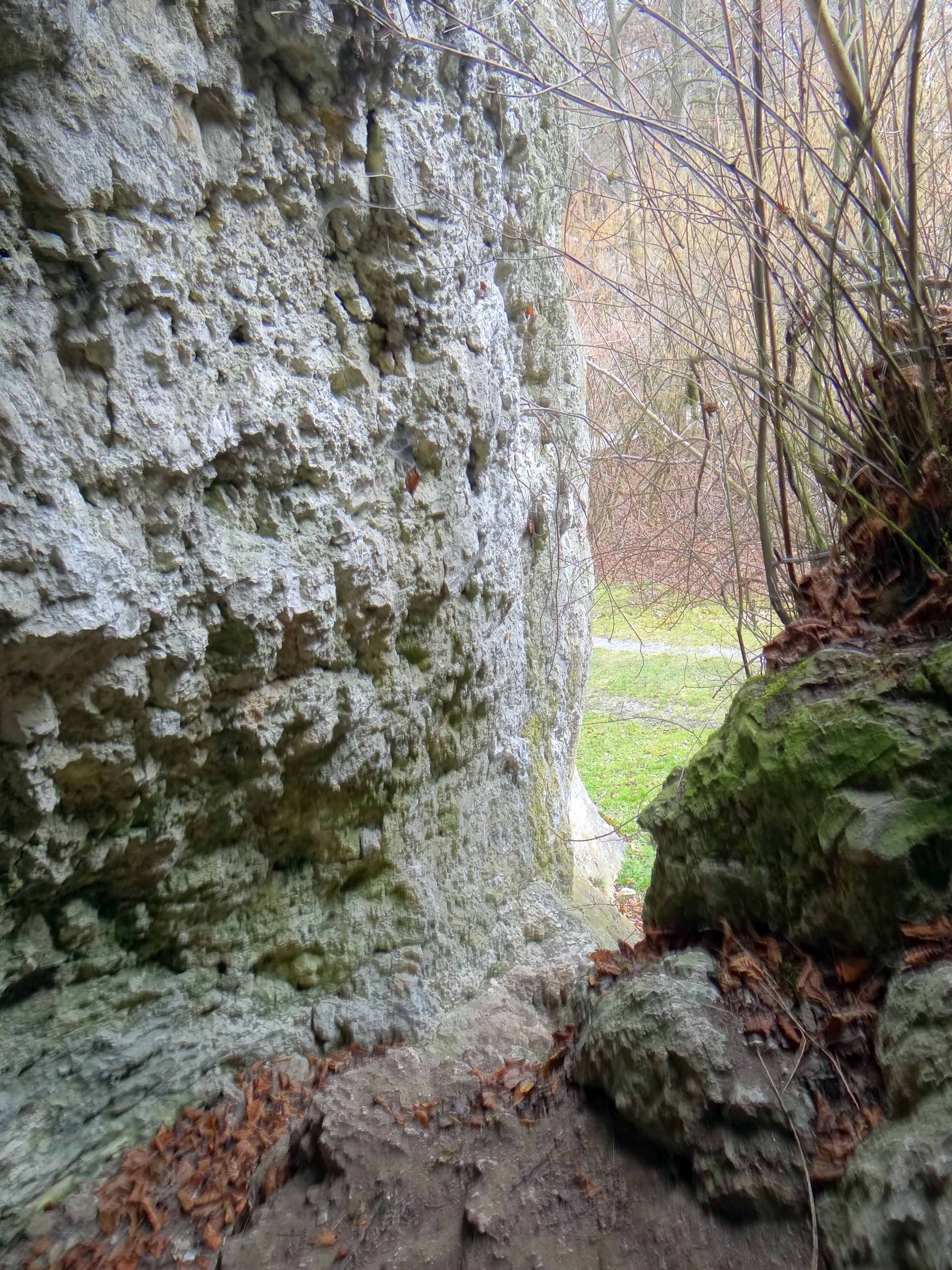
Widok z otworu

W tej samej ścianie Ponad Gnój Turni, w odległości kilku metrów po prawej stronie znajduje się jeszcze otwór Szczeliny w Bramie Kobylańskiej.